# Caustic Attack
Caustic Attack è il quarto album in studio del gruppo musicale grindcore statunitense Terrorizer, pubblicato nel 2018.

## Tracce
1. Turbulence – 1:59
2. Invasion – 1:56
3. Conflict and Despair – 2:04
4. Devastate – 3:10
5. Crisis – 4:14
6. Infiltration – 4:58
7. The Downtrodden – 4:12
8. Trench of Corruption – 4:14
9. Sharp Knives – 3:05
10. Failed Assassin – 3:17
11. Caustic Attack – 1:01
12. Poison Gas Tsunami – 1:12
13. Terror Cycles – 3:47
14. Wasteland – 4:43

## Formazione
- Lee Harrison - chitarra
- Sam Molina - basso, voce
- Pete Sandoval - batteria